# ارنست پیستولا
ارنست پیستولا (آلمانی: Ernst Pistulla; ۲۸ نوامبر ۱۹۰۶ – ۱۴ سپتامبر ۱۹۴۴) بوکسور اهل رایش آلمان بود.